# Phytomyza griffithsi
Phytomyza griffithsi este o specie de muște din genul Phytomyza, familia Agromyzidae, descrisă de Spencer în anul 1963. Conform Catalogue of Life specia Phytomyza griffithsi nu are subspecii cunoscute.